# Холкомб (Мисисипи)
Холкомб (енгл. Holcomb) насељено је место без административног статуса у америчкој савезној држави Мисисипи.

## Демографија
По попису из 2010. године број становника је 600.
| Група             | 2000.    | 2010.       |
| Белци             | 0 (0,0%) | 350 (58,3%) |
| Афроамериканци    | 0 (0,0%) | 242 (40,3%) |
| Азијати           | 0 (0,0%) | 0 (0,0%)    |
| Хиспаноамериканци | 0 (0,0%) | 5 (0,8%)    |
| Укупно            | 0        | 600         |